# Zbigniew Lipecki
Zbigniew Lipecki – polski matematyk specjalizujący się w teorii miary, teorii operatorów oraz analizie funkcjonalnej, w tym zagadnień związanych z pojęciem półwahania miary wektorowej oraz rozszerzeń funkcji zbiorów. 

## Życiorys
W 1973 uzyskał stopień doktora w Instytucie Matematycznym PAN, a w roku 1985 habilitację tamże. Autor ponad 60 publikacji naukowych w recenzowanych czasopismach. Emerytowany pracownik wrocławskiego oddziału Instytutu Matematyki Polskiej Akademii Nauk.